# Allomedmassa
Allomedmassa is een geslacht van spinnen uit de familie van de loopspinnen (Corinnidae). 

## Soorten
- Allomedmassa bifurca Jin, Zhang & Zhang, 2019
- Allomedmassa crassa Jin, Zhang & Zhang, 2019
- Allomedmassa deelemanae Dankittipakul & Singtripop, 2014
- Allomedmassa mae Dankittipakul & Singtripop, 2014
- Allomedmassa matertera Jin, Zhang & Zhang, 2019
- Allomedmassa tamdao Lu & Li, 2023